# Frank-erdő
A Frank-erdő (németül Frankenwald)  körülbelül 60 km hosszú és 35–40 km széles, 600 m közepes magasságú hegylánc (középhegység)  Németországban a Fichtel-hegység és Türingiai-erdő között, nagyrészt Bajorország északi, kisebb részt Türingia déli részén. A Majna völgyét elválasztja a Saalétól. Főleg szelíd lejtőjű, erdőkkel takart hegycsúcsokból áll, amelyek közt a Döbraberg (795 m) a legmagasabb.
Itt található az 1023 km²-es Frank-erdei Natúrpark (Naturpark Frankenwald).

## Települések
A következő települések találhatók a Frank-erdőben vagy a határainál (betűrendben):
| - Bad Steben - Bad Lobenstein - Geroldsgrün - Hof - Helmbrechts - Issigau - Kronach - Kulmbach - Lehesten - Lichtenberg - Ludwigsstadt - Marktrodach - Mitwitz - Naila | - Nordhalben - Presseck - Schauenstein - Schwarzenbach am Wald - Selbitz - Stadtsteinach - Steinwiesen - Tettau - Teuschnitz - Tschirn - Wallenfels - Wilhelmsthal - Wirsberg - Wurzbach |

## Képek

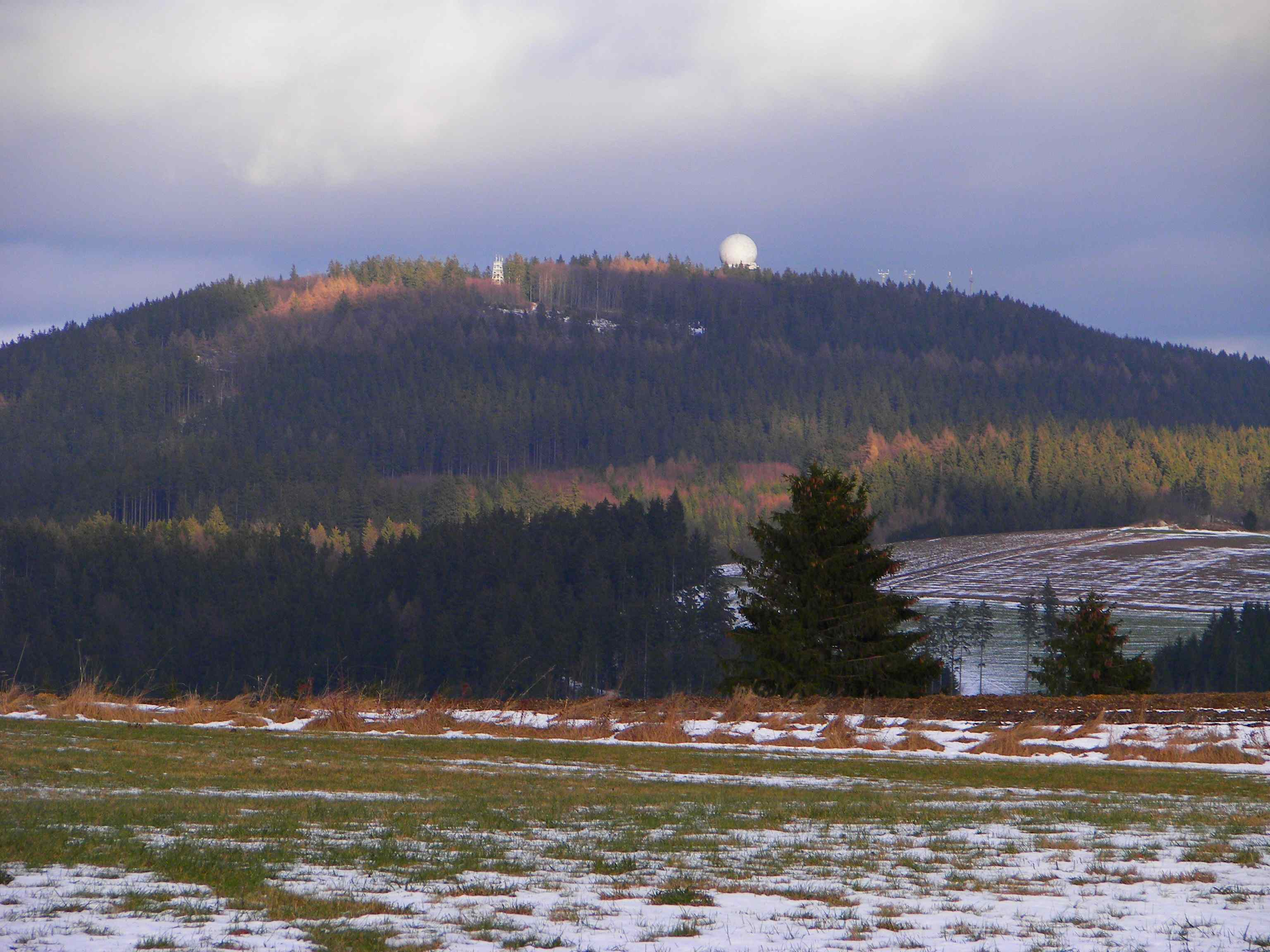
A Döbraberg
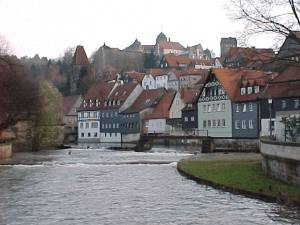
Kronachi látkép
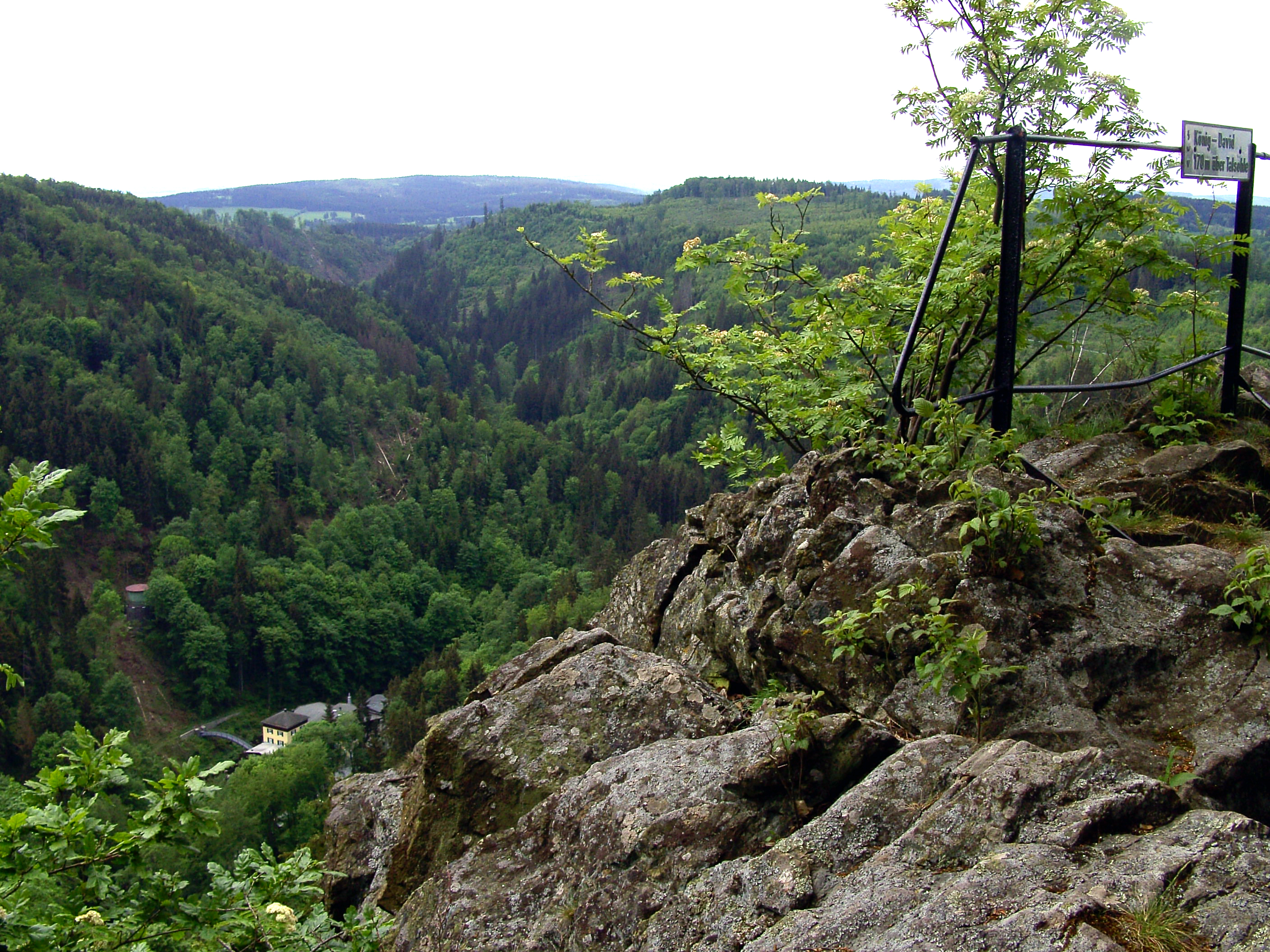
Höllental
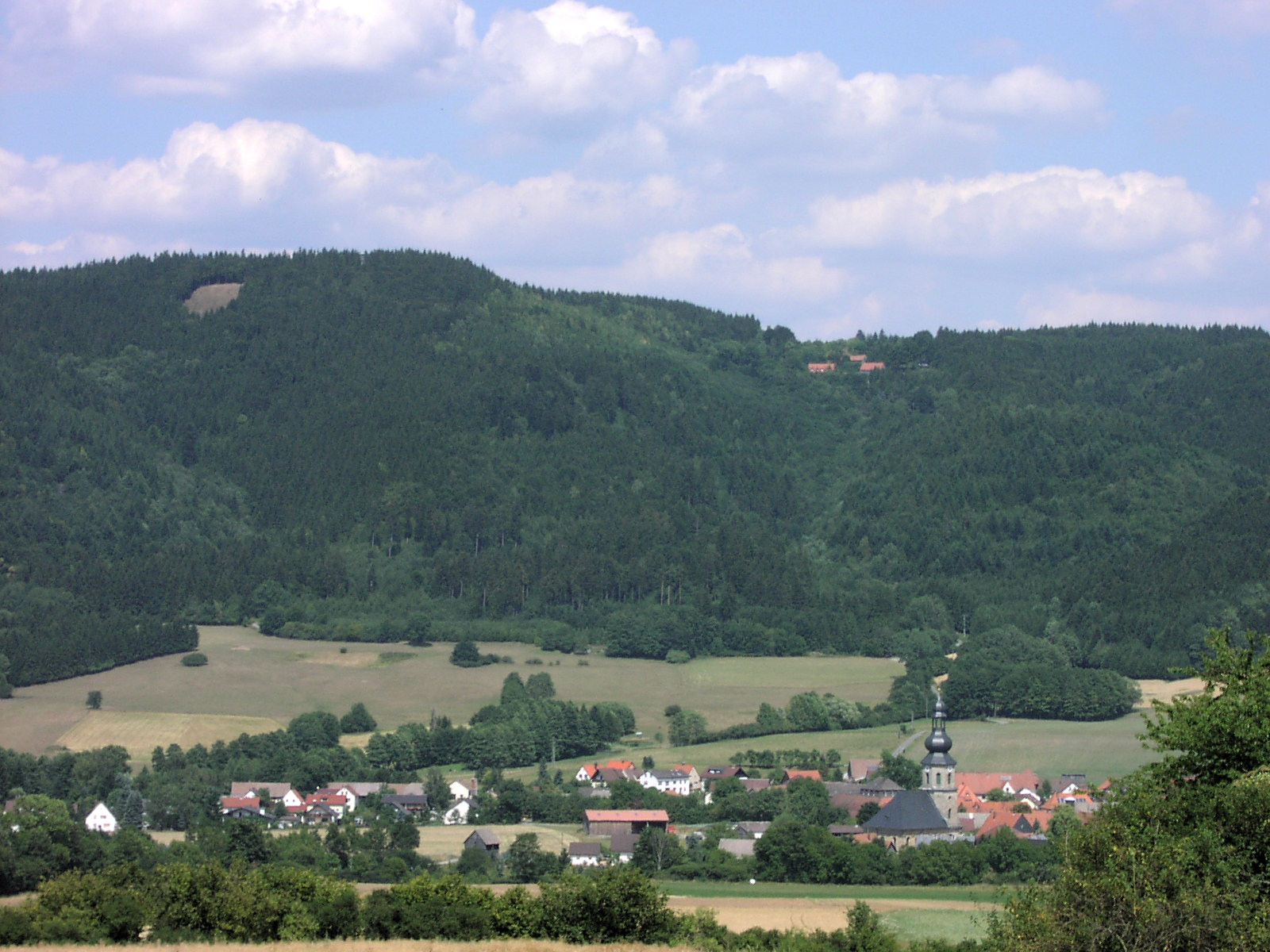
Radspitze (678 m)
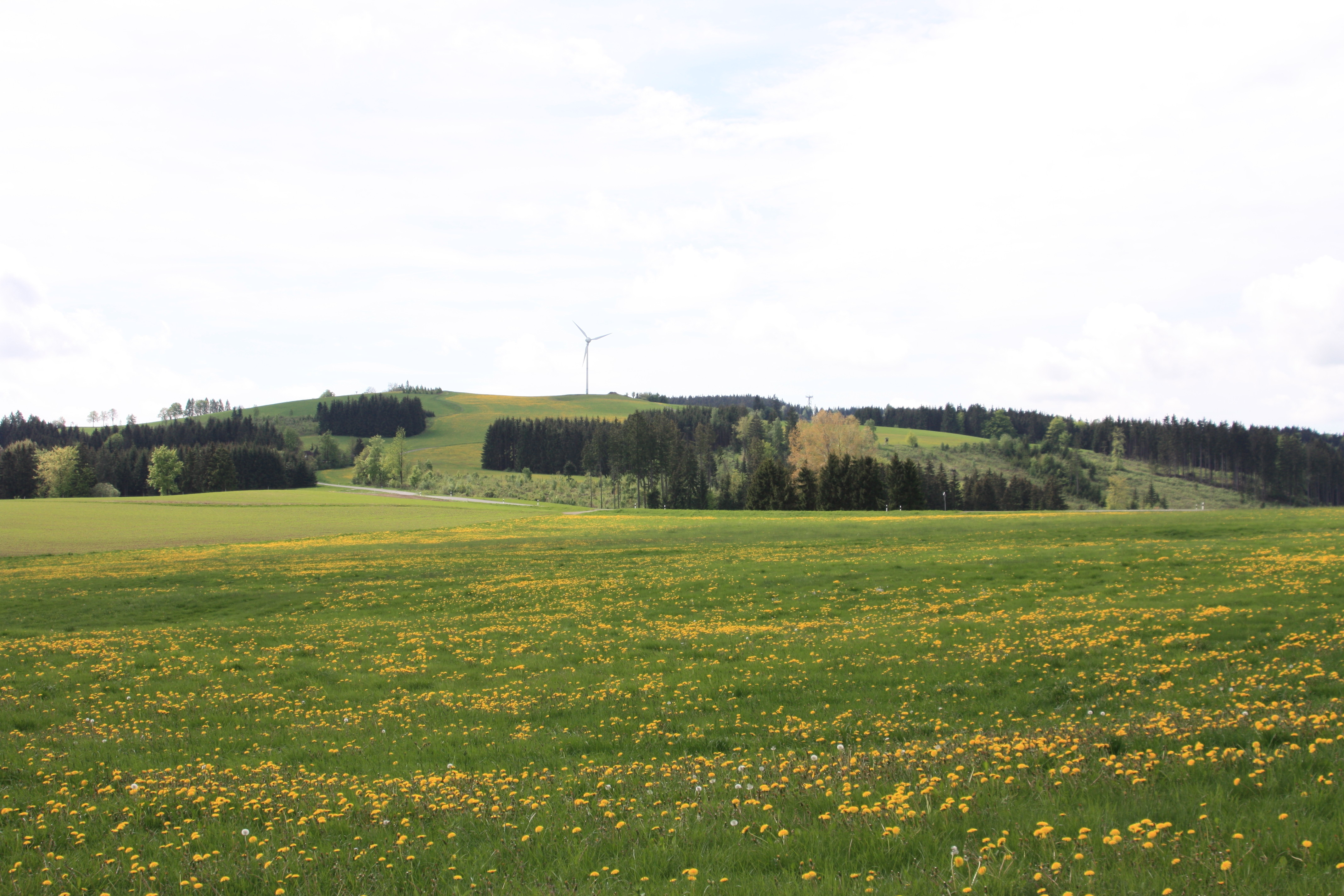
Elbersreuth

## Külső hivatkozások
- A Frank-erdei Natúrpark honlapja (németül)